# Роберто, Сержи
Се́ржи Робе́рто Карнисер (исп. Sergi Roberto Carnicer, каталанское произношение: [ˈsɛɾʒi ruˈβɛɾtu kəɾniˈse]; 7 февраля 1992, Реус, Каталония, Испания) — испанский футболист, правый защитник, полузащитник итальянского клуба «Комо».
Сержи пришёл в академию «сине-гранатовых» из детской команды «Химнастика», здесь он провёл три сезона, после чего попал во вторую команду «Барселоны». В течение четырёх сезонов за резерв провёл около 100 матчей, попутно появляясь в составе первой команды.
Выступал в составе молодёжной сборной Испании, с которой стал бронзовым призёром чемпионата мира 2009 года. Сержи Роберто — универсальный игрок, умеющий одинаково действовать и в полузащите и в защите.

## Клубная карьера
Сержи Роберто родился в Каталонии и является воспитанником футбольной академии «Барселоны». Дебют футболиста в составе первой команды состоялся 10 ноября 2010 года в матче Кубка Испании против «Сеуты», в котором «сине-гранатовые» одержали уверенную победу со счётом 5:1. 27 апреля 2011 года Сержи дебютировал в Лиге чемпионов, выйдя на последних минутах первого полуфинального матча против «Реал Мадрида», заменив Давида Вилью.
Первый матч в чемпионате Испании Роберто провёл 21 мая 2011 года, отыграв все 90 минут в последнем туре против «Малаги». Его первый матч в стартовом составе состоялся 6 декабря того же года против «БАТЭ» на групповом этапе Лиги чемпионов. На 35-й минуте матча Сержи забил свой первый гол за основную команду и помог своему клубу разгромить соперника со счётом 4:0.
12 декабря 2012 года Роберто забил свой второй гол за «Барселону» в матче Кубка Испании против «Осасуны», в котором «каталонцы» одержали минимальную победу — 2:1.
В сезоне 2015/16 Сержи Роберто стал игроком основной обоймы «Барселоны», отыграв в общей сложности в 49 встречах. Кроме того, испанец забил один гол в матче группового этапа Лиги чемпионов против леверкузенского «Байера» и стал автором нескольких голевых передач, в том числе на Луиса Суареса в матче чемпионата Испании против мадридского «Реала» (4:0). В этом сезоне Роберто раскрылся на нескольких позициях: он выступал на левом и правом фланге обороны, на месте опорного полузащитника и полузащитника атакующего плана.
В сезоне 2016/17 Сержи Роберто после передачи Неймара забил важнейший гол в матче Лиги чемпионов против ПСЖ и вывел «Барселону» в следующую стадию. Также в этом же сезоне Сержи Роберто отлично зарекомендовал себя в качестве правого защитника, регулярно и крайне успешно подключающегося в атаку. Одно из таких подключений принесло победный гол Лионеля Месси в Эль-Классико 24 апреля 2017 года, который позволил «Барселоне» догнать мадридский «Реал» и сохранить интригу в чемпионской гонке испанской Примеры.
Перед началом сезона 2018/19 был назначен четвёртым капитаном «Барселоны».

## Карьера в сборной
В октябре 2009 года Роберто был вызван в юношескую сборную Испании для участия в чемпионате мира 2009. 5 ноября в матче против сборной Буркина-Фасо он сделал хет-трик. В итоге Испания заняла третье место и Сержи получил бронзовую медаль.

## Личная жизнь
Встречается с израильской моделью Корал Симанович. 30 мая 2018 пара сыграла свадьбу в Тель-Авиве, на родине Корал. 8 ноября 2019 у пары родилась дочь Кайя.

## Достижения
«Барселона»
- Чемпион Испании (7): 2010/11, 2012/13, 2014/15, 2015/16, 2017/18, 2018/19, 2022/23
- Обладатель Кубка Испании (6): 2011/12, 2014/15, 2015/16, 2016/17, 2017/18, 2020/21
- Обладатель Суперкубка Испании (3): 2016, 2018, 2022/23
- Победитель Лиги чемпионов УЕФА (2): 2010/11, 2014/15
- Обладатель Суперкубка УЕФА: 2015
- Победитель Клубного чемпионата мира: 2015

## Статистика выступлений

### Клубная статистика
| Выступление      | Выступление      | Выступление      | Лига | Лига | Кубки | Кубки | Еврокубки | Еврокубки | Прочие | Прочие | Итого | Итого |
| Клуб             | Лига             | Сезон            | Игры | Голы | Игры  | Голы  | Игры      | Голы      | Игры   | Голы   | Игры  | Голы  |
| ---------------- | ---------------- | ---------------- | ---- | ---- | ----- | ----- | --------- | --------- | ------ | ------ | ----- | ----- |
| Барселона B      | Сегунда          | 2009/10          | 29   | 0    | —     | —     | —         | —         | —      | —      | 29    | 0     |
| Барселона B      | Сегунда          | 2010/11          | 26   | 2    | —     | —     | —         | —         | —      | —      | 26    | 2     |
| Барселона B      | Сегунда          | 2011/12          | 28   | 4    | —     | —     | —         | —         | —      | —      | 28    | 4     |
| Барселона B      | Сегунда          | 2012/13          | 23   | 1    | —     | —     | —         | —         | —      | —      | 23    | 1     |
| Барселона B      | Итого            | Итого            | 106  | 7    | —     | —     | —         | —         | —      | —      | 106   | 7     |
| Барселона        | Примера          | 2010/11          | 1    | 0    | 1     | 0     | 1         | 0         | 0      | 0      | 3     | 0     |
| Барселона        | Примера          | 2011/12          | 1    | 0    | 2     | 1     | 1         | 1         | 0      | 0      | 4     | 2     |
| Барселона        | Примера          | 2012/13          | 1    | 0    | 3     | 0     | 1         | 0         | 0      | 0      | 5     | 0     |
| Барселона        | Примера          | 2013/14          | 17   | 0    | 6     | 0     | 4         | 0         | 0      | 0      | 27    | 0     |
| Барселона        | Примера          | 2014/15          | 12   | 0    | 4     | 2     | 2         | 0         | —      | —      | 18    | 2     |
| Барселона        | Примера          | 2015/16          | 31   | 0    | 6     | 0     | 7         | 1         | 5      | 0      | 49    | 1     |
| Барселона        | Примера          | 2016/17          | 32   | 0    | 6     | 0     | 8         | 1         | 1      | 0      | 47    | 1     |
| Барселона        | Примера          | 2017/18          | 30   | 1    | 8     | 0     | 8         | 0         | 2      | 0      | 48    | 1     |
| Барселона        | Примера          | 2018/19          | 29   | 0    | 6     | 1     | 9         | 0         | 0      | 0      | 44    | 1     |
| Барселона        | Примера          | 2019/20          | 30   | 1    | 2     | 0     | 6         | 0         | 1      | 0      | 39    | 1     |
| Барселона        | Примера          | 2020/21          | 15   | 1    | 2     | 0     | 3         | 0         | 1      | 0      | 21    | 1     |
| Барселона        | Примера          | 2021/22          | 9    | 2    | 0     | 0     | 3         | 0         | 0      | 0      | 12    | 2     |
| Барселона        | Примера          | 2022/23          | 23   | 4    | 3     | 0     | 5         | 0         | 2      | 0      | 33    | 4     |
| Барселона        | Примера          | 2023/24          | 14   | 3    | 3     | 0     | 5         | 0         | 2      | 0      | 24    | 3     |
| Барселона        | Итого            | Итого            | 245  | 12   | 52    | 4     | 64        | 3         | 12     | 0      | 373   | 19    |
| Всего за карьеру | Всего за карьеру | Всего за карьеру | 351  | 19   | 52    | 4     | 64        | 3         | 12     | 0      | 479   | 26    |

### Матчи и голы за сборную
| Матчи и голы Роберто за сборную Испании | Матчи и голы Роберто за сборную Испании | Матчи и голы Роберто за сборную Испании | Матчи и голы Роберто за сборную Испании | Матчи и голы Роберто за сборную Испании | Матчи и голы Роберто за сборную Испании |
| №                                       | Дата                                    | Оппонент                                | Счёт                                    | Голы                                    | Соревнование                            |
| --------------------------------------- | --------------------------------------- | --------------------------------------- | --------------------------------------- | --------------------------------------- | --------------------------------------- |
| 1                                       | 27 марта 2016                           | Румыния                                 | 0:0                                     | —                                       | Товарищеский матч                       |
| 2                                       | 1 сентября 2016                         | Бельгия                                 | 2:0                                     | —                                       | Товарищеский матч                       |
| 3                                       | 5 сентября 2016                         | Лихтенштейн                             | 8:0                                     | 1                                       | Отборочные матчи ЧМ-2018                |
| 4                                       | 8 сентября 2018                         | Англия                                  | 2:1                                     | —                                       | Лига наций УЕФА 2018/2019               |
| 5                                       | 15 ноября 2018                          | Хорватия                                | 2:3                                     | —                                       | Лига наций УЕФА 2018/2019               |
| 6                                       | 26 марта 2019                           | Мальта                                  | 2:0                                     | —                                       | Отборочные матчи ЧЕ-2020                |
| 7                                       | 7 июня 2019                             | Фарерские острова                       | 4:1                                     | —                                       | Отборочные матчи ЧЕ-2020                |
| 8                                       | 7 октября 2020                          | Португалия                              | 0:0                                     | —                                       | Товарищеский матч                       |
| 9                                       | 14 ноября 2020                          | Швейцария                               | 1:1                                     | —                                       | Лига наций УЕФА 2020/2021               |
| 10                                      | 17 ноября 2020                          | Германия                                | 6:0                                     | —                                       | Лига наций УЕФА 2020/2021               |
| 11                                      | 6 октября 2021                          | Италия                                  | 2:1                                     | —                                       | Лига наций УЕФА 2020/2021               |

Итого: 11 матчей / 1 гол; 7 побед, 3 ничьи, 1 поражение.